# 朱利安·梅尔蒂纳
朱利安·梅尔蒂纳（法語：Julien Mertine，1988年6月26日—），法国男子击剑运动员。他曾代表法国参加2020年夏季奥林匹克运动会击剑比赛，获得男子团体花剑金牌和男子个人花剑第24名。